# Lincoln Díaz-Balart
Lincoln Rafael Díaz-Balart y Caballero (La Habana, 13 de agosto de 1954-Florida, 3 de marzo de 2025) fue un abogado y político cubano-estadounidense del Partido Republicano. Fue miembro de la Cámara de Representantes de los Estados Unidos por el 21.º distrito congresional de Florida de 1993 a 2011. Anteriormente sirvió en la Cámara de Representantes de Florida y en el Senado de Florida. Se retiró del Congreso en 2011 y su hermano menor, Mario Díaz-Balart, le sucedió.

## Biografía

### Primeros años, familia y educación
Nació en La Habana (Cuba), del político cubano Rafael Díaz-Balart e Hilda Caballero Brunet. Su tía, Mirta Díaz-Balart, fue la primera esposa de Fidel Castro, y su primo fue Fidel Castro Díaz-Balart. Su tío es el pintor cubano-español Waldo Díaz-Balart. Tiene tres hermanos, Mario, también político, José Díaz-Balart, periodista, y Rafael Díaz-Balart, banquero.
Fue educado en el American School de Madrid (España); en el New College of Florida; y la Universidad Case de la Reserva Occidental, de la cual obtuvo un título en derecho. Estuvo involucrado en la práctica privada en Miami durante varios años antes de ocupar un cargo electivo.

### Carrera política
En 1982, se postuló para un escaño de la Cámara de Representantes de Florida para el Distrito 113 como demócrata y perdió ante el republicano Humberto Cortina.
Díaz-Balart, así como su familia inmediata, eran todos miembros del Partido Demócrata. Fue presidente de los Jóvenes Demócratas del condado de Miami-Dade y los Jóvenes Demócratas de Florida, así como miembro del comité ejecutivo del Partido Demócrata del condado de Dade. El 24 de abril de 1985, Díaz-Balart, su esposa y su hermano Mario cambiaron sus registros al Partido Republicano.
Se desempeñó como republicano en la Cámara de Representantes de Florida de 1986 a 1989 y en el Senado de Florida de 1989 a 1992. En 1992, fue elegido a la Cámara de Representantes de los Estados Unidos por el 21.º distrito congresional de Florida, siendo reelegido varias veces desde entonces.
En febrero de 2010, anunció su intención de no buscar la reelección. Su hermano, Mario Díaz-Balart, compitió para sucederlo.

## Posiciones políticas
En general, su historial de votaciones ha sido moderado según los estándares republicanos. Su calificación vitalicia de la Unión Conservadora Estadounidense es 73.
Jugó un papel destacado en el lobby cubano-estadounidense y participó activamente en el intento de los familiares de Elián González de obtener la custodia del niño de seis años de manos de su padre cubano.

## Muerte
Díaz-Balart murió de cáncer en su hogar en Key Biscayne, Florida el 3 de marzo de 2025 a la edad de 70 años.